# Avia Solutions Group Arena
Avia Solutions Group Arena là một nhà thi đấu nằm ở phía nam của quận Verkiai, Vilnius, Litva. Đây là nhà thi đấu lớn thứ hai ở Litva. Nhà thi đấu được sử dụng chủ yếu cho các trận đấu bóng rổ cũng như các buổi hòa nhạc. Nhà thi đấu được khánh thành vào ngày 30 tháng 10 năm 2004.
Câu lạc bộ bóng rổ Rytas Vilnius (hiện đang thi đấu tại LKL và FIBA Champions League) sử dụng nhà thi đấu này cho các trận đấu trên sân nhà tại các giải đấu châu Âu. Avia Solutions Group Arena cũng tổ chức các trận đấu trên sân nhà của Rytas trong "trận đấu derby quốc gia" của Litva với kình địch Žalgiris Kaunas tại LKL và BBL. Các trận đấu trên sân nhà còn lại của Rytas được tổ chức tại Jeep Arena liền kề.

## Hình ảnh

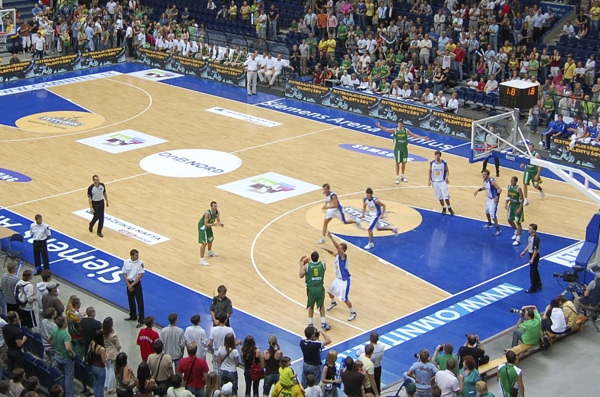
Trận đấu bóng rổ giữa Litva và Iceland tại Siemens Arena (15 tháng 7 năm 2008)
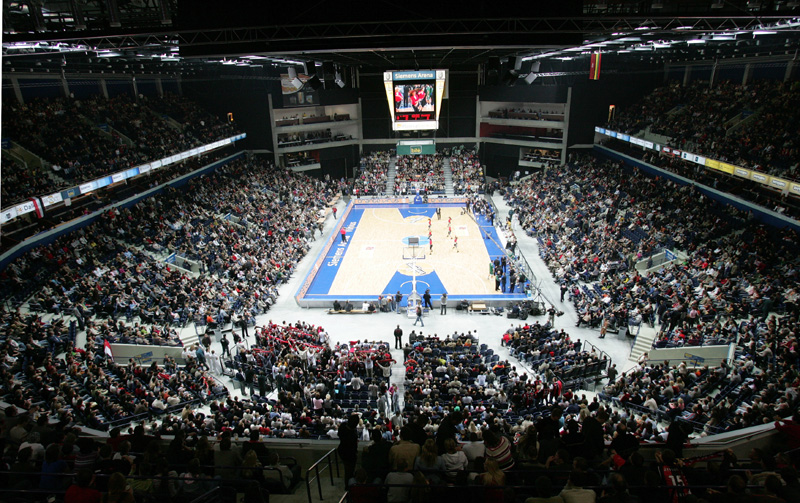
Trận đấu bóng rổ
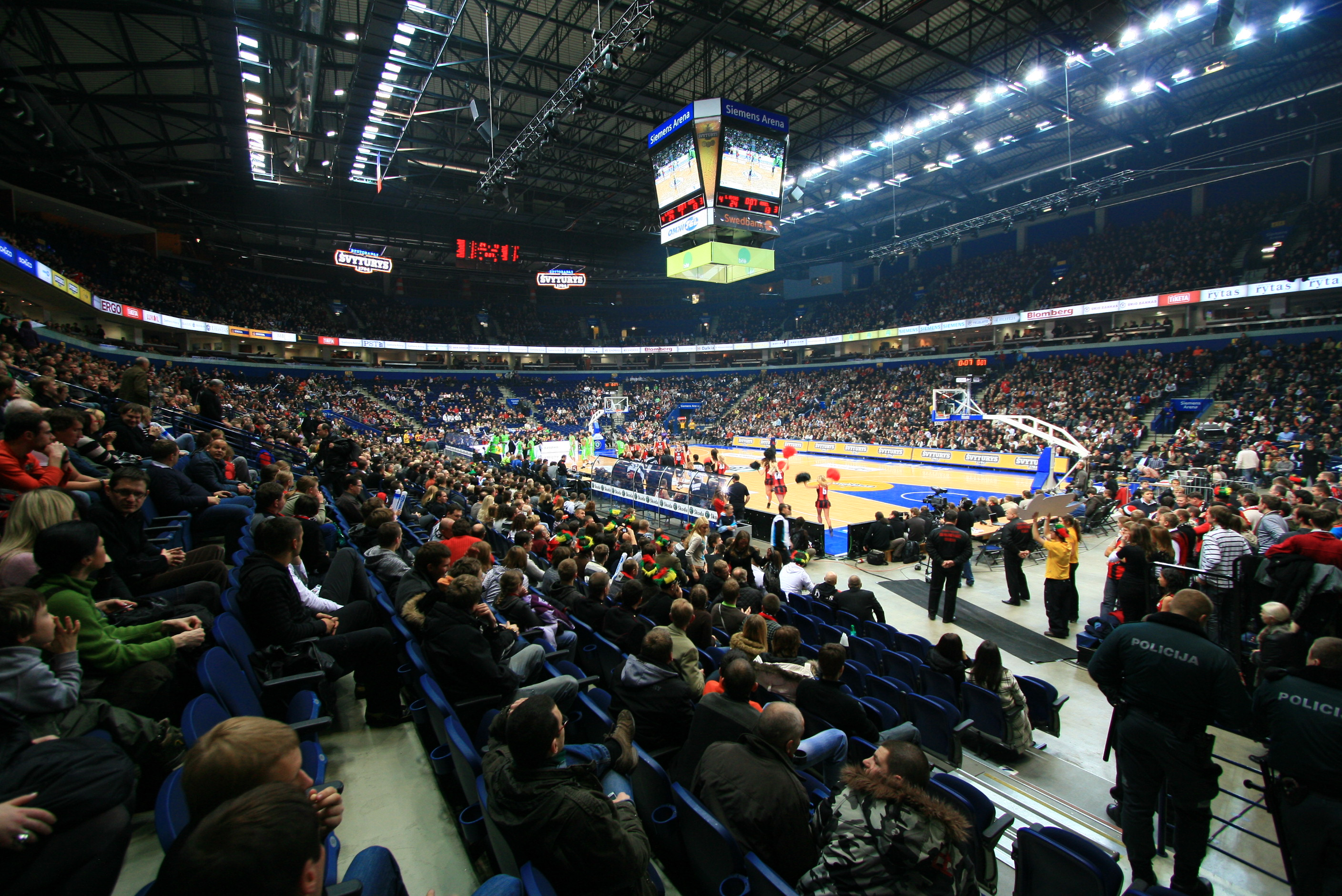
Trận đấu bóng rổ
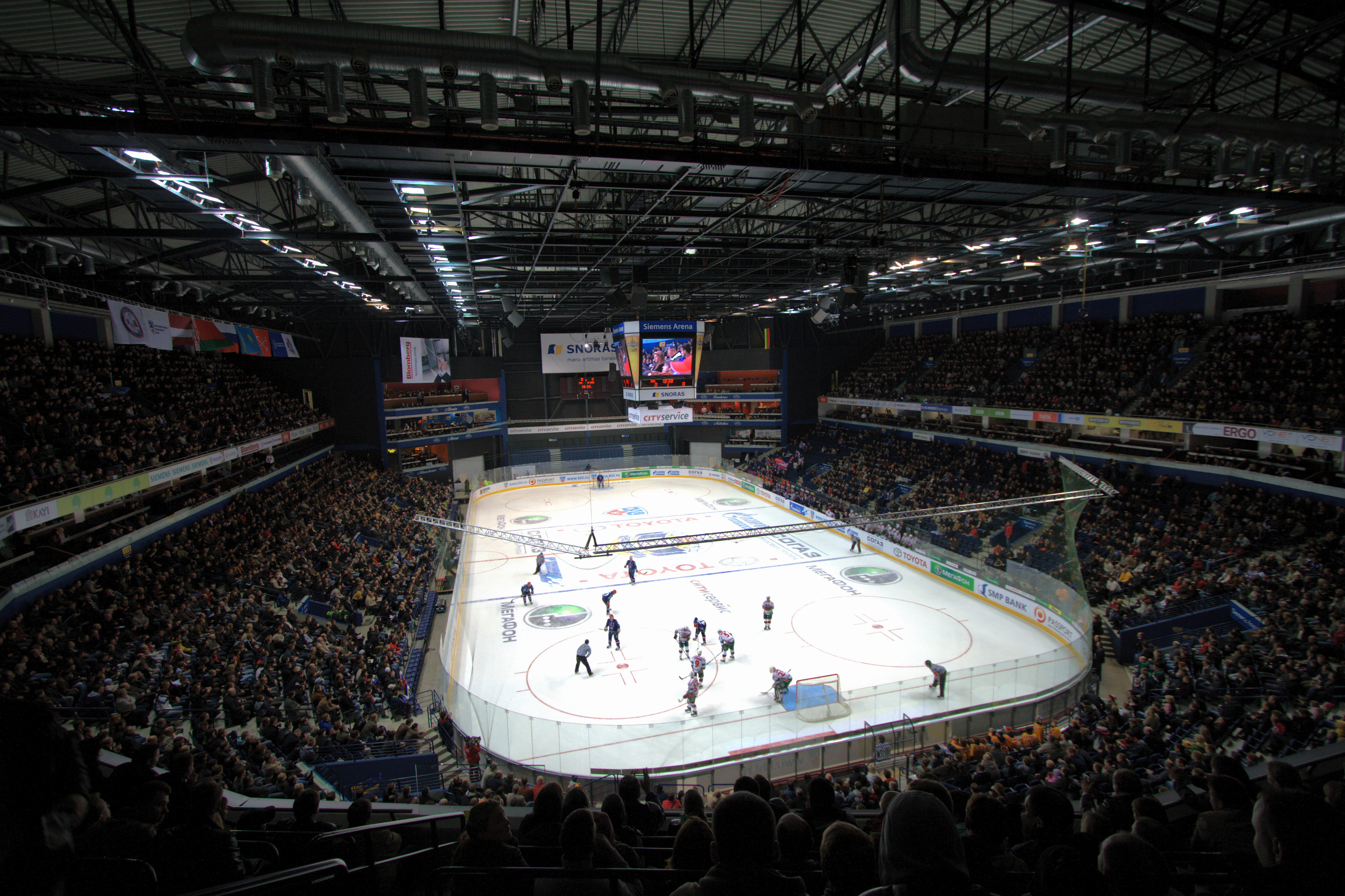
Trận đấu khúc côn cầu trên băng KHL giữa SKA và Ak Bars